# Stille getuige (criminologie)

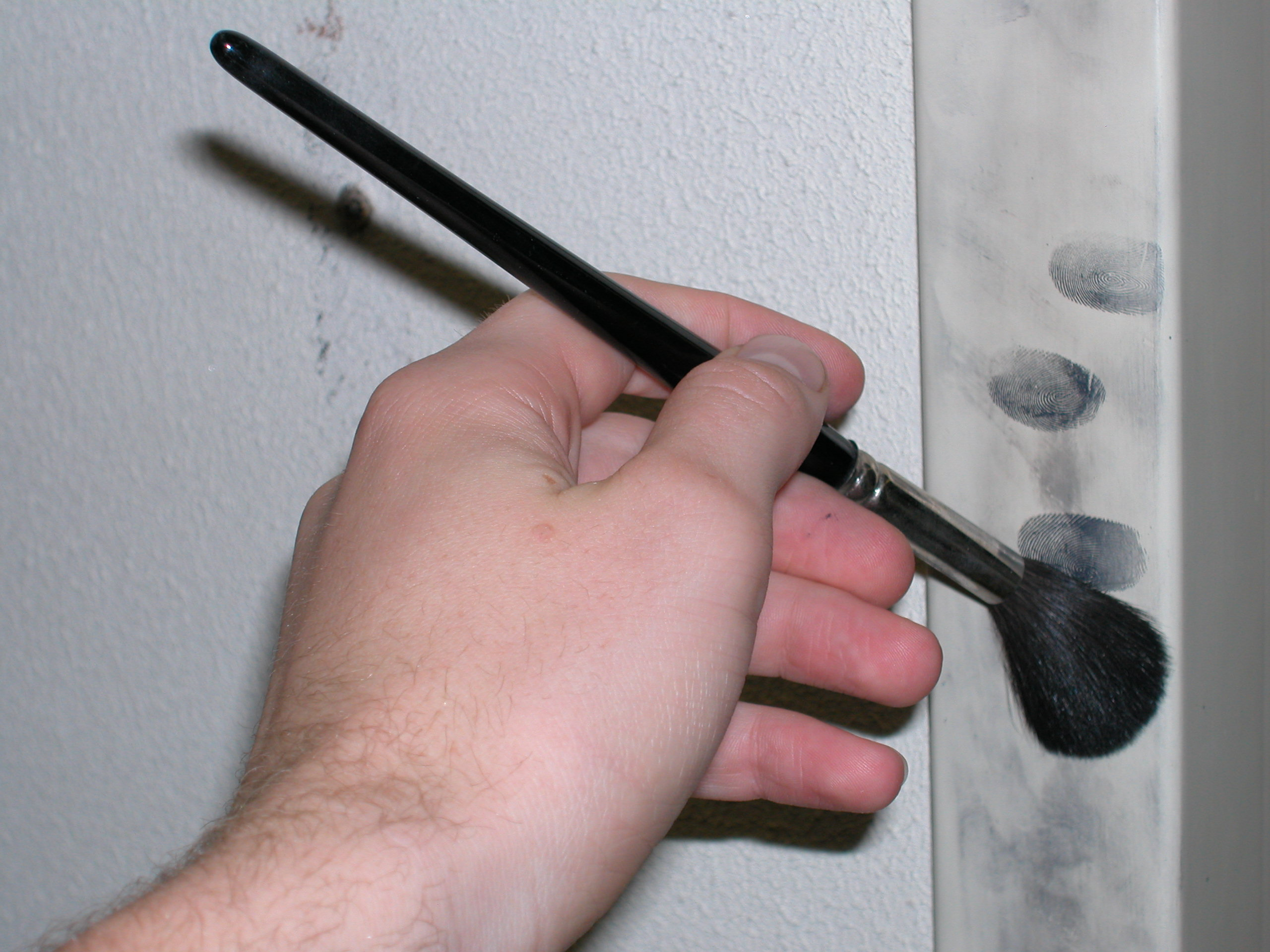
Het poederen van vingerafdrukken

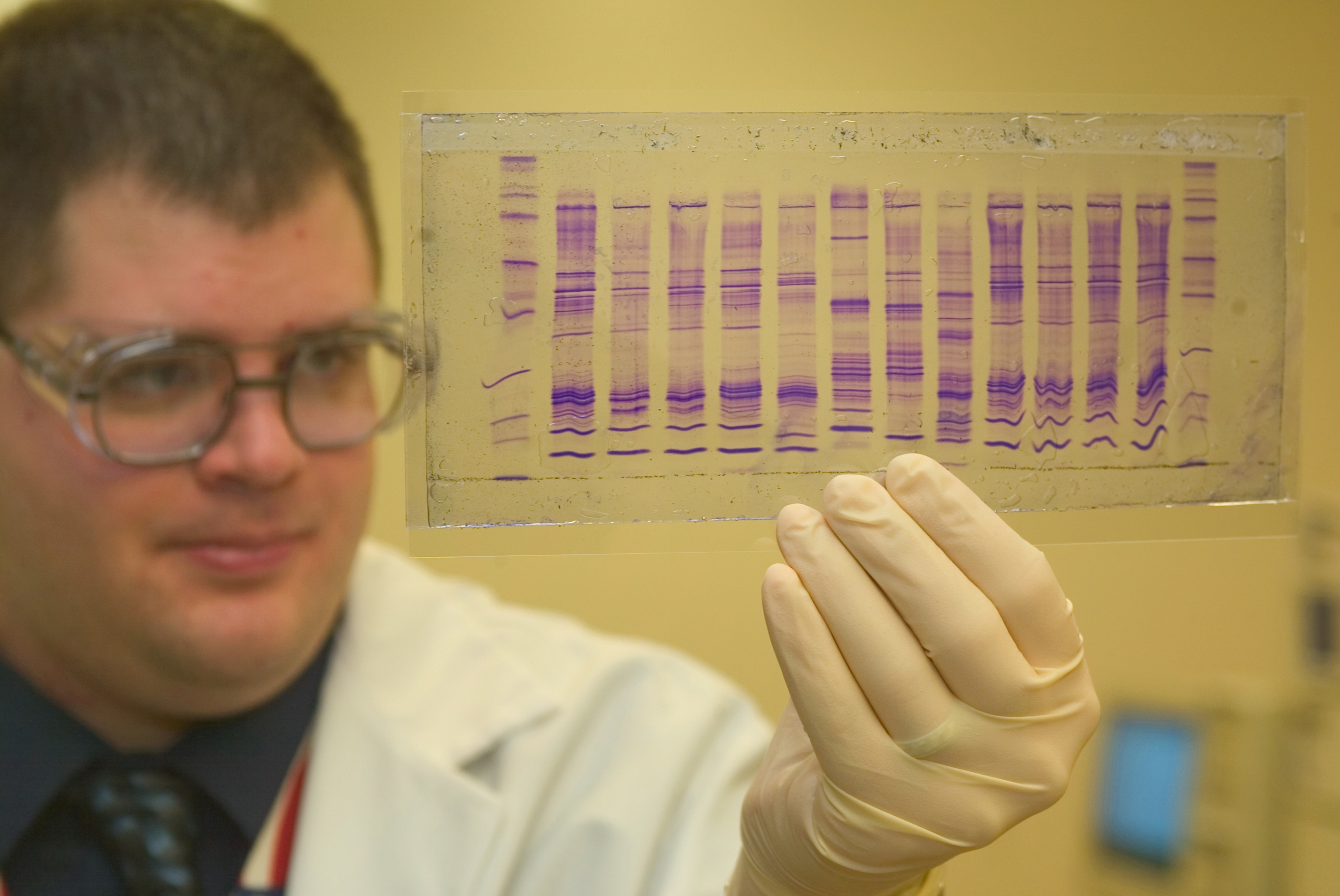
Een onderzoeker bekijkt een genetische vingerafdruk

Een stille getuige is niet letterlijk een getuige, maar een object of spoor dat is achtergelaten door een dader, zoals vingerafdrukken, DNA, achtergelaten voorwerpen of digitale sporen.
Deze aanwijzingen kunnen door de recherche worden gebruikt om de dader van een misdrijf op te sporen en zijn schuld te bewijzen.